# Liste der Naturdenkmale in Mannheim
| Naturdenkmale | Anzahl |
| ------------- | ------ |
| FND           | 2      |
| END           | 67     |
| Gesamt        | 69     |

Die Liste der Naturdenkmale in Mannheim nennt die verordneten Naturdenkmale (ND) der baden-württembergischen Stadt Mannheim. In Mannheim gibt es insgesamt 69 als Naturdenkmal geschützte Objekte, davon 2 flächenhafte Naturdenkmale (FND) und 67 Einzelgebilde-Naturdenkmale (END).
Stand: 1. November 2016.

## Flächenhafte Naturdenkmale (FND)
| Name                     | Bild | Kennung     | Einzelheiten | Position | Fläche Hektar | Datum         |
| ------------------------ | ---- | ----------- | ------------ | -------- | ------------- | ------------- |
| Die Bell                 | BW   | 82220000047 | Mannheim     | ⊙        | 0,2           | 4. Nov. 1997  |
| Stotzweiher              |      | 82220000048 | Mannheim     | ⊙        | 1,0           | 31. Aug. 1987 |
| Legende für Naturdenkmal |      |             |              |          |               |               |

## Einzelgebilde (END)
67 Bäume sind in Mannheim als Naturdenkmale ausgewiesen. Sie wurden wegen ihrer Größe, ihres Alters oder ihrer Seltenheit unter Schutz gestellt.
Davon sind 29 Maulbeerbäume im Naturschutzgebiet Maulbeerinsel als Naturdenkmale geschützt.
| Name                                                                     | Bild | Kennung     | Einzelheiten | Position | Fläche Hektar | Datum         |
| ------------------------------------------------------------------------ | ---- | ----------- | ------------ | -------- | ------------- | ------------- |
| Blut-Buche, Unterer Luisenpark                                           |      | 82220000068 | Mannheim     | ⊙        | 0,0           | 28. Juli 2016 |
| Esche, Feudenheim                                                        | BW   | 82220000052 | Mannheim     | ⊙        | 0,0           | 28. Juli 2016 |
| Feld-Ulme, Oststadt                                                      | BW   | 82220000054 | Mannheim     | ⊙        | 0,0           | 28. Juli 2016 |
| Ginkgo, Lindenhof                                                        | BW   | 82220000059 | Mannheim     | ⊙        | 0,0           | 28. Juli 2016 |
| Ginkgo, Schloß/Amtsgericht                                               |      | 82220000074 | Mannheim     | ⊙        | 0,0           | 28. Juli 2016 |
| Japanischer Schnurbaum, Schillerplatz                                    |      | 82220000071 | Mannheim     | ⊙        | 0,0           | 28. Juli 2016 |
| Japanischer Schnurbaum, Unterer Luisenpark                               | BW   | 82220000061 | Mannheim     | ⊙        | 0,0           | 28. Juli 2016 |
| Japanischer Schnurbaum, Unterer Luisenpark                               | BW   | 82220000062 | Mannheim     | ⊙        | 0,0           | 28. Juli 2016 |
| Kaukasische Flügelnuss, Philosophenplatz                                 | BW   | 82220000065 | Mannheim     | ⊙        | 0,0           | 28. Juli 2016 |
| Maulbeerbaum, Maulbeerinsel                                              | BW   | 82220000089 | Mannheim     | ⊙        | 0,0           | 23. März 1982 |
| Maulbeerbaum, Maulbeerinsel                                              | BW   | 82220000075 | Mannheim     | ⊙        | 0,0           | 23. März 1982 |
| Maulbeerbaum, Maulbeerinsel                                              | BW   | 82220000076 | Mannheim     | ⊙        | 0,0           | 23. März 1982 |
| Maulbeerbaum, Maulbeerinsel                                              | BW   | 82220000077 | Mannheim     | ⊙        | 0,0           | 23. März 1982 |
| Maulbeerbaum, Maulbeerinsel                                              | BW   | 82220000078 | Mannheim     | ⊙        | 0,0           | 23. März 1982 |
| Maulbeerbaum, Maulbeerinsel                                              | BW   | 82220000079 | Mannheim     | ⊙        | 0,0           | 23. März 1982 |
| Maulbeerbaum, Maulbeerinsel                                              | BW   | 82220000080 | Mannheim     | ⊙        | 0,0           | 23. März 1982 |
| Maulbeerbaum, Maulbeerinsel                                              | BW   | 82220000081 | Mannheim     | ⊙        | 0,0           | 23. März 1982 |
| Maulbeerbaum, Maulbeerinsel                                              | BW   | 82220000082 | Mannheim     | ⊙        | 0,0           | 23. März 1982 |
| Maulbeerbaum, Maulbeerinsel                                              | BW   | 82220000083 | Mannheim     | ⊙        | 0,0           | 23. März 1982 |
| Maulbeerbaum, Maulbeerinsel                                              | BW   | 82220000084 | Mannheim     | ⊙        | 0,0           | 23. März 1982 |
| Maulbeerbaum, Maulbeerinsel                                              | BW   | 82220000085 | Mannheim     | ⊙        | 0,0           | 23. März 1982 |
| Maulbeerbaum, Maulbeerinsel                                              | BW   | 82220000086 | Mannheim     | ⊙        | 0,0           | 23. März 1982 |
| Maulbeerbaum, Maulbeerinsel                                              | BW   | 82220000087 | Mannheim     | ⊙        | 0,0           | 23. März 1982 |
| Maulbeerbaum, Maulbeerinsel                                              | BW   | 82220000088 | Mannheim     | ⊙        | 0,0           | 23. März 1982 |
| Maulbeerbaum, Maulbeerinsel                                              | BW   | 82220000090 | Mannheim     | ⊙        | 0,0           | 23. März 1982 |
| Maulbeerbaum, Maulbeerinsel                                              | BW   | 82220000091 | Mannheim     | ⊙        | 0,0           | 23. März 1982 |
| Maulbeerbaum, Maulbeerinsel                                              | BW   | 82220000092 | Mannheim     | ⊙        | 0,0           | 23. März 1982 |
| Maulbeerbaum, Maulbeerinsel                                              | BW   | 82220000093 | Mannheim     | ⊙        | 0,0           | 23. März 1982 |
| Maulbeerbaum, Maulbeerinsel                                              | BW   | 82220000094 | Mannheim     | ⊙        | 0,0           | 23. März 1982 |
| Maulbeerbaum, Maulbeerinsel                                              | BW   | 82220000095 | Mannheim     | ⊙        | 0,0           | 23. März 1982 |
| Maulbeerbaum, Maulbeerinsel                                              | BW   | 82220000096 | Mannheim     | ⊙        | 0,0           | 23. März 1982 |
| Maulbeerbaum, Maulbeerinsel                                              | BW   | 82220000097 | Mannheim     | ⊙        | 0,0           | 23. März 1982 |
| Maulbeerbaum, Maulbeerinsel                                              | BW   | 82220000098 | Mannheim     | ⊙        | 0,0           | 23. März 1982 |
| Maulbeerbaum, Maulbeerinsel                                              | BW   | 82220000099 | Mannheim     | ⊙        | 0,0           | 23. März 1982 |
| Maulbeerbaum, Maulbeerinsel                                              | BW   | 82220000100 | Mannheim     | ⊙        | 0,0           | 23. März 1982 |
| Maulbeerbaum, Maulbeerinsel                                              | BW   | 82220000101 | Mannheim     | ⊙        | 0,0           | 23. März 1982 |
| Maulbeerbaum, Maulbeerinsel                                              | BW   | 82220000102 | Mannheim     | ⊙        | 0,0           | 23. März 1982 |
| Maulbeerbaum, Maulbeerinsel                                              | BW   | 82220000103 | Mannheim     | ⊙        | 0,0           | 23. März 1982 |
| Platane, Lindenhof                                                       |      | 82220000064 | Mannheim     | ⊙        | 0,0           | 28. Juli 2016 |
| Platane, Oststadt, Ecke Sophien-/Mollstr.                                |      | 82220000010 | Mannheim     | ⊙        | 0,0           | 29. Apr. 1983 |
| Platane, Oststadt                                                        |      | 82220000055 | Mannheim     | ⊙        | 0,0           | 28. Juli 2016 |
| Platane, Schnickenloch                                                   |      | 82220000072 | Mannheim     | ⊙        | 0,0           | 28. Juli 2016 |
| Platane, Unterer Luisenpark                                              |      | 82220000069 | Mannheim     | ⊙        | 0,0           | 28. Juli 2016 |
| Roßkastanie, Unterer Luisenpark                                          |      | 82220000067 | Mannheim     | ⊙        | 0,0           | 28. Juli 2016 |
| Rot-Buche, Oberer Luisenpark                                             | BW   | 82220000058 | Mannheim     | ⊙        | 0,0           | 28. Juli 2016 |
| Stiel-Eiche, Friedrichsfelder Eck                                        |      | 82220000051 | Mannheim     | ⊙        | 0,0           | 28. Juli 2016 |
| Stiel-Eiche, Im Falter                                                   | BW   | 82220000050 | Mannheim     | ⊙        | 0,0           | 28. Juli 2016 |
| Stiel-Eiche, Käfertaler Wald                                             | BW   | 82220000057 | Mannheim     | ⊙        | 0,0           | 28. Juli 2016 |
| Stiel-Eiche, Keilerweg                                                   | BW   | 82220000053 | Mannheim     | ⊙        | 0,0           | 28. Juli 2016 |
| Stiel-Eiche, Waldpark                                                    |      | 82220000063 | Mannheim     | ⊙        | 0,0           | 28. Juli 2016 |
| Trompetenbaum, Eisenlohrplatz                                            | BW   | 82220000070 | Mannheim     | ⊙        | 0,0           | 28. Juli 2016 |
| Weiße Maulbeere, Nordseite Schloss                                       |      | 82220000060 | Mannheim     | ⊙        | 0,0           | 28. Juli 2016 |
| Winter-Linde, Dossenwald (Nähe Rothlochhütte)                            | BW   | 82220000056 | Mannheim     | ⊙        | 0,0           | 28. Juli 2016 |
| Winter-Linde, Unterer Luisenpark                                         |      | 82220000066 | Mannheim     | ⊙        | 0,0           | 28. Juli 2016 |
| 1 Ginkgo, Niederfeld, Promenadenweg                                      | BW   | 82220000002 | Mannheim     | ⊙        | 0,0           | 29. Apr. 1983 |
| 1 Linde (Tilia euchlora), Innenstadt H7                                  | BW   | 82220000015 | Mannheim     | ⊙        | 0,0           | 29. Apr. 1983 |
| 1 Maulbeerbaum, Lindenhof, Weinbietsstraße                               |      | 82220000004 | Mannheim     | ⊙        | 0,0           | 29. Apr. 1983 |
| 1 Maulbeerbaum, Wohlgelegen, Feudenheimer Straße (Parkplatz v. MA-RU-BA) |      | 82220000008 | Mannheim     | ⊙        | 0,0           | 29. Apr. 1983 |
| 1 Maulbeere, Wohlgelegen, Feudenheimer Straße (vor Friedhofsamt)         |      | 82220000009 | Mannheim     | ⊙        | 0,0           | 29. Apr. 1983 |
| 1 Platane, Innenstadt, Beil-/Schanzenstraße                              | BW   | 82220000016 | Mannheim     | ⊙        | 0,0           | 29. Apr. 1983 |
| 1 Platane, Innenstadt F6                                                 | BW   | 82220000014 | Mannheim     | ⊙        | 0,0           | 29. Apr. 1983 |
| 1 Platane, Innenstadt M6, Lauergarten                                    |      | 82220000013 | Mannheim     | ⊙        | 0,0           | 29. Apr. 1983 |
| 1 Platane, Luzenberg, Luzenbergstraße                                    |      | 82220000001 | Mannheim     | ⊙        | 0,0           | 29. Apr. 1983 |
| 1 Stieleiche, Niederfeld, Promenadenweg                                  | BW   | 82220000003 | Mannheim     | ⊙        | 0,0           | 29. Apr. 1983 |
| 1 Stieleiche, Niederfeld, Stollenwörthweiher                             | BW   | 82220000017 | Mannheim     | ⊙        | 0,0           | 29. Apr. 1983 |
| 1 Stieleiche, Niederfeld, Stollenwörthweiher                             | BW   | 82220000018 | Mannheim     | ⊙        | 0,0           | 29. Apr. 1983 |
| 2 Ginkgo, Oststadt, Stadtgärtnerei                                       | BW   | 82220000006 | Mannheim     | ⊙        | 0,0           | 29. Apr. 1983 |
| Legende für Naturdenkmal                                                 |      |             |              |          |               |               |